# Mikhail Verner
Mikhail Verner (russisk: Михаил Евгеньевич Вернер) (født 1881 i Moskva i det Russiske Kejserrige, død 1941 i Moskva i Sovjetunionen) var en sovjetisk filminstruktør og manuskriptforfatter.

## Filmografi
- Pigen har travlt med en date (Девушка спешит на свидание, 1936)[1][2]